# Aulus Cornelius Celsus
Aulus Cornelius Celsus (25 př. n. l. – 50 n. l.) byl jeden z největších římských lékařských spisovatelů, autor encyklopedie pojednávající o zemědělství, válečném umění, rétorice, filosofii, zákonu a medicíně, z níž však zůstaly pouze medicínské zlomky. Jeho dílo De medicina, nyní považované za jedno z největších klasických děl, bylo současníky opomíjeno. Bylo objeveno papežem Mikulášem V. (1397–1455).

De medicina

Je autorem výroku: Nikdo není povinen konat více, než může.